# Michael Baius
Michael Baius, (Ath, Belgija, 1513. – Leuven, 16. prosinca 1589.), bio je belgijski katolički teolog i jedan od najznačajnijih teologa 16. stoljeća. Baius je bio profesor filozofije na sveučilištu u Louvainu. Kasnije postaje profesor biblistike.
Objavio je radove o grijehu, milosti i pravednosti (latinski iustificatio). Imao je radikalan augustinski stav o istočnom grijehu i milosti, i zato se smatra pretečom jansenizma. Nekoliko Baiusovih teza odbijeno je 1560., i Isusovci i Franjevci postaju njegovi najžešći protivnici, pošto je njegov strogi nauk o istočnom grijehu dovodio u pitanje Bezgrešno začeće Blažene Djevice Marije. Papa Pio V. izdaje 1567., bulu Ex omnibus afflictionibus, koja osuđuje 79 Baiusovih teza.
Baius je pokušao aktualizirati neke osnovne ideje Svetog Augustina, između ostalih da je čovjek potpuno korumpiran izvornim grijehom i da je nesposoban za dobročinstva, ali da postoji gratia irresistibilis, tj. milost kojoj se ne može oduprijeti.